# Bogliasco Pieve
Bogliasco Pieve è stato un comune italiano della provincia di Genova. L'ente fu istituito nel 1928 con l'unione dei due comuni di Bogliasco e Pieve Ligure; nel 1946 entrambe le località ritornarono ad avere autonoma e separata amministrazione.

## Storia

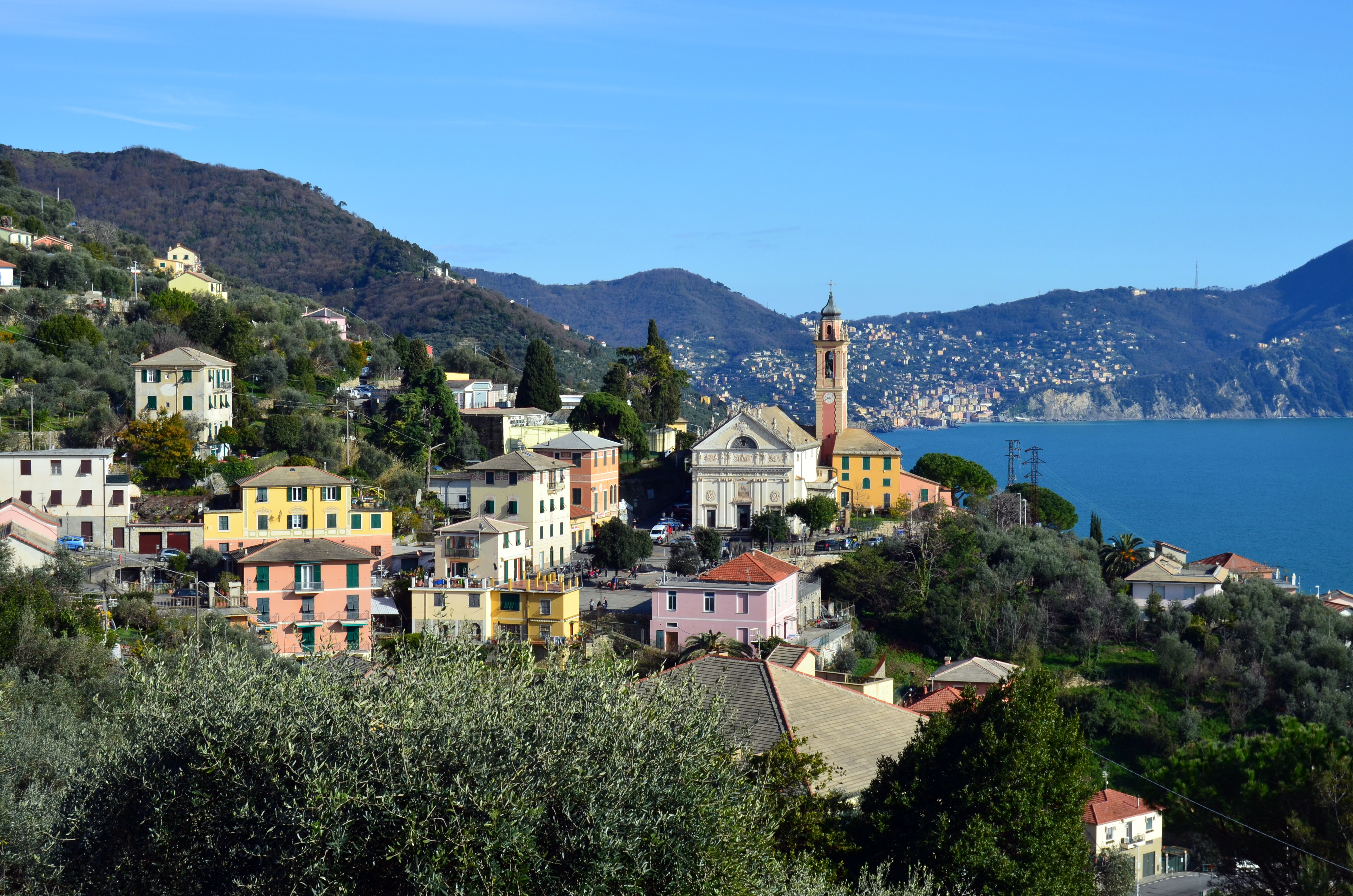
Panorama di Pieve Ligure

Già autonomi dall'Unità d'Italia, fu il Regio decreto n. 111 del 19 gennaio 1928 a stabilire la soppressione dei due comuni di Bogliasco e Pieve Ligure (anticamente Pieve di Sori, fino al 1920) e la conseguente istituzione dell'unico comune di Bogliasco Pieve. Al nuovo ente furono inglobate le frazioni di Corsanico, Poggio Favaro-San Bernardo e Sessarego. Al censimento del 1936 la popolazione del comune risultava avere il valore di 4.894 abitanti.
Durante le fasi finali della seconda guerra mondiale il territorio bogliaschino-pievese subì diversi danneggiamenti a seguito di bombardamenti aerei dovuti, soprattutto, alla presenza dei locali ponti ferroviari lungo la linea Genova-Pisa.
Il decreto legislativo presidenziale n. 420 del 31 ottobre 1946 ristabilì la ricostituzione dei due comuni di Bogliasco e Pieve Ligure: al comune bogliaschino furono aggregate le frazioni di Poggio Favaro-San Bernardo e Sessarego; Corsanico all'ente pievese.

## Monumenti e luoghi d'interesse

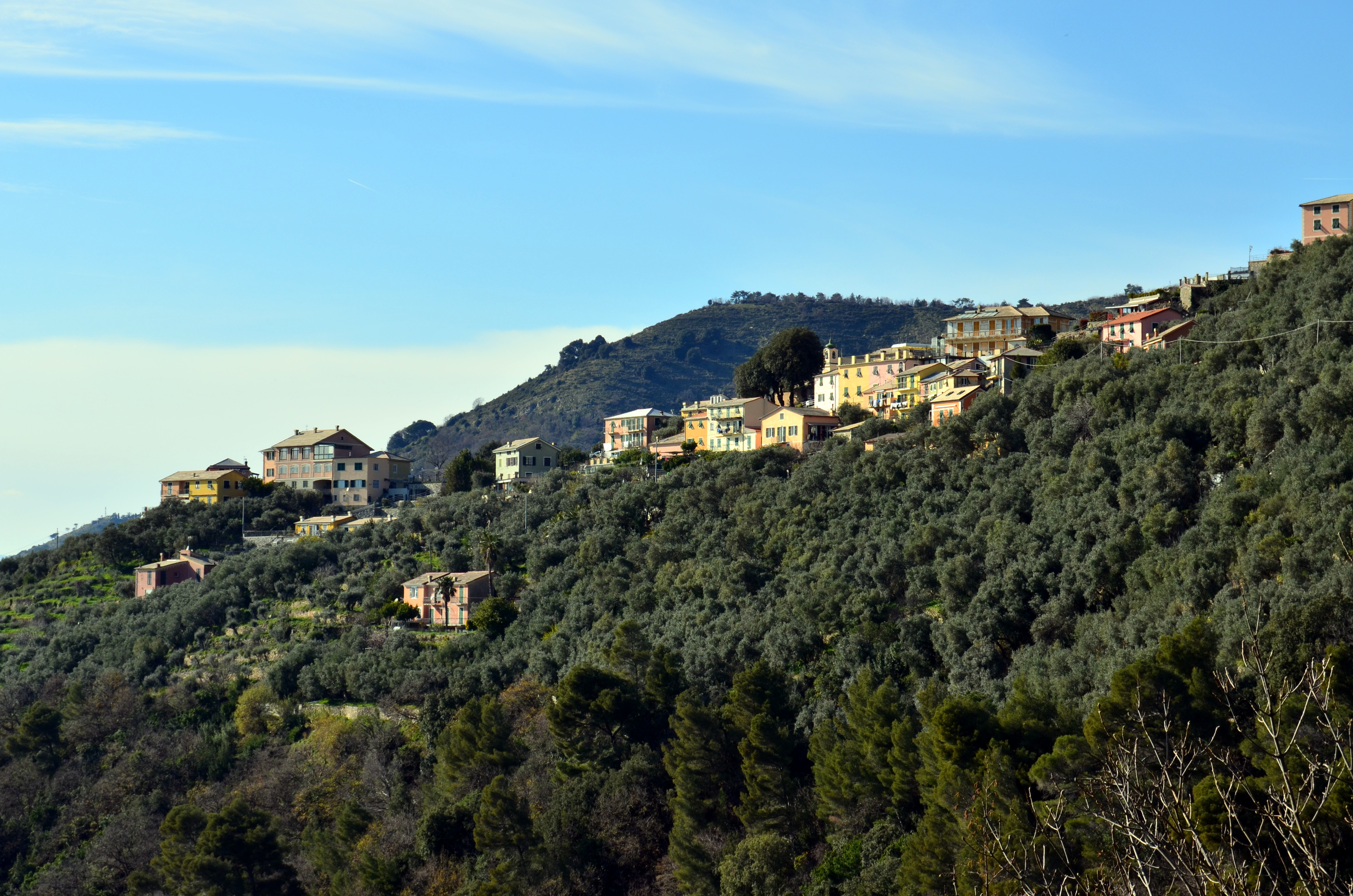
Zona collinare di San Bernardo, tra i comuni odierni di Bogliasco e Pieve Ligure.

### Architetture religiose
- Santuario di Nostra Signora delle Grazie a Bogliasco.
- Chiesa parrocchiale della Natività di Maria Santissima a Bogliasco.
- Chiesa della Confraternita di Santa Chiara a Bogliasco.
- Chiesa parrocchiale di San Michele Arcangelo a Pieve Ligure.
- Chiesa di Santa Croce a Pieve Ligure.
- Oratorio di Sant'Antonio abate a Pieve Ligure.
- Chiesa parrocchiale di San Bernardo di Favaro a San Bernardo.
- Chiesa parrocchiale dell'Ascensione di Gesù e Nostra Signora della Neve a Sessarego.

### Architetture militari
- Castello di Bogliasco.
- Castello Cirla allo scalo Torre a Pieve Ligure.

## Infrastrutture e trasporti

### Ferrovie
Il comune di Bogliasco Pieve era servito da tre stazioni ferroviarie, lungo la linea Genova-Pisa: la stazione di Bogliasco, di Pontetto e di Pieve Ligure.